# متلازمة انحلال الورم
متلازمة انحلال الورم (بالإنجليزية: Tumor lysis syndrome)‏ هي مجموعة من المضاعفات الأيضية الناتجة عن علاج السرطان حيث يتم قتل كميات كبيرة من الخلايا الورمية (lysed) في نفس الوقت عن طريق العلاج، والإفراج عن محتوياتها في مجرى الدم. يحدث هذا بشكل شائع بعد علاج الأورام اللمفاوية وسرطان الدم. في علم الأورام وأمراض الدم، وهذه اعراض قاتلة، ويجب مراقبة المرضى في خطر متزايد ل TLS عن كثب قبل وأثناء وبعد العلاج الكيميائي.، كما في ابيضاض الدم والأروام اللمفية وأحيانا تظهر بدون العلاج. تنتج هذه المضاعفات بسبب تحطم مكونات الخلايا الميتة مما يؤدي إلى فرط بوتاسيوم الدم وفرط فوسفات الدم وفرط حمض يوريك الدم وفرط بيلة حمض اليوريك ونقص كالسيوم الدم ونواتجها من اعتلال الكلية الحاد بحمض اليوريك والقصور الكلوي الحاد.
تتصف متلازمة انحلال الورم بارتفاع مستوى البوتاسيوم في الدم (فرط بوتاسيوم الدم) وارتفاع فوسفات الدم (فرط فوسفات الدم) وانخفاض الكالسيوم في الدم (نقص كلس الدم) وارتفاع حمض اليوريك في الدم (فرط حمض يوريك الدم)، وارتفاع مستويات النيتروجين في الدم (BUN) وغيرها من النيتروجين. احتواء المركبات (آزوتيمية). هذه التغيرات في إلكتروليتات الدم والمستقلبات هي نتيجة لإطلاق محتويات الخلايا الخلوية في مجرى الدم من انهيار الخلايا. في هذا الصدد، يشبه TLS انحلال الربيدات، مع آلية مماثلة وآثار كيمياء الدم ولكن مع قضية مختلفة. في انحلال الربيدات، يحدث الانهيار بعد العلاج السام للخلايا أو من السرطان مع ارتفاع معدل دوران الخلايا وانتشار الورم. يمكن أن تؤدي التشوهات الأيضية التي تظهر في متلازمة تحلل الورم في نهاية المطاف إلى الغثيان والقيء، ولكن بشكل أكثر جدية اعتلال الكلية الحامض اليوريك الحاد، والفشل الكلوي الحاد، والنوبات، وعدم انتظام ضربات القلب، والموت.

## العلامات والأعراض
فرط بوتاسيوم الدم. البوتاسيوم يعتبر هو أساسا أيون داخل الخلايا. ارتفاع دوران الخلايا السرطانية يؤدي إلى تسرب البوتاسيوم إلى الدم. عادة لا تظهر الأعراض حتى تكون مستويات عالية (> 7 ملمول / لتر) [3.5-5.0 ملمول / لتر طبيعي] وتتضمن:
- تشوهات التوصيل القلبي (يمكن أن تكون قاتلة.
- ضعف شديد في العضلات أو الشلل.
- فرط فوسفاتات الدم. مثل البوتاسيوم، والفوسفات هي أيضا في الغالب داخل الخلايا. فرط فوسفات الدم يسبب الفشل الكلوي الحاد في متلازمة تحلل الورم، وذلك بسبب ترسب بلورات فوسفات الكالسيوم في حمة الكلى.
- نقص كالسيوم الدم بسبب فرط فوسفات الدم، يتم ترسيب الكالسيوم لتشكيل فوسفات الكالسيوم، مما يؤدي إلى نقص كلس الدم. تشمل أعراض نقص كلس الدم (على سبيل المثال لا الحصر):
- تكزز
- العجز العقلي المفاجئ ، بما في ذلك العجز العاطفي
- باركنسونية (خارج هرمية) اضطرابات الحركة
- ذمة حليمة العصب البصري
- اعتلال عضلي

## التشخيص
يجب الاشتباه في متلازمة انحلال الورم في المرضى الذين يعانون من عبء الورم الكبير الذي يصاب بفشل كلوي حاد مع فرط حمض يوريك الدم (> 15 ملغ / ديسيلتر) أو فرط فوسفات الدم (> 8 ملغ / ديسيلتر). (يحدث معظم الفشل الكلوي الحاد الآخر مع حمض اليوريك <12 ملغ / ديسيلتر والفوسفات <6 ملغ / ديسيلتر). يرتبط اعتلال الكلية الحامض البولي الحاد مع إخراج البول قليل أو معدوم. قد يظهر تحليل البول بلورات حمض اليوريك أو تحليل البول غير المتبلور. يمكن الكشف عن فرط حمض اليوريك مع ارتفاع الحمض في البول - نسبة الكرياتينين> 1.0 ، مقارنة بقيمة 0.6-0.7 لمعظم الأسباب الأخرى للفشل الكلوي الحاد